# Едвін Солпітер
Едвін Ернест Солпітер (англ. Edwin Ernest Salpeter; 3 грудня 1924, Відень, Австрія — 26 листопада 2008, Ітака, штат Нью-Йорк, США) — американський фізик-теоретик і астрофізик, також займався біофізикою, один з основоположників сучасної теорії будови і еволюції зір.
Закінчив університет Сіднея в 1945 році. У 1948 році захистив дисертацію на звання доктора філософії в Бірмінгемському університеті, з 1949 року до кінця життя працював у Корнеллському університеті (c 1956 року — на посаді професора, з 1997 року — в якості почесного професора), член Національної АН США (1967), іноземний член Лондонського королівського товариства (1993).
Роботи присвячені різноманітним фізичним проблемам, головним чином-ядерній фізиці, квантовій електродинаміці, квантовій теорії атомів, фізиці плазми, астрофізиці.
Солпітер був відомий також своєю активною громадянською позицією: так, він був активістом громадського руху в США проти війни в Іраку і співавтором відкритого звернення американських фізиків до Конгресу за запобігання планувався адміністрацією президента Буша ядерного удару по Ірану.
На честь Едвіна Солпітера названа мала планета 11757 Солпітер.